# 下灘村 (愛媛県北宇和郡)
下灘村（しもなだむら）は、1955年（昭和30年）まで愛媛県の北宇和郡にあった村である。現在の宇和島市の南部の漁村。1955年（昭和30年）の昭和の大合併で6か町村が合併し津島町に、さらに2005年（平成17年）8月の平成の大合併で津島町は宇和島市となり、現在に至っている。
地名としての「下灘」は小学校や公民館の名として現在に継承されている
現在の宇和島市の最南の沿岸部に位置する漁村である。

## 地理
現在の宇和島市の最南の沿岸部。西は宇和海に面しており、東は嵐坂を境に畑地村に接する。北は雨森山を境に北灘村に、南は由良半島の背稜を境に内海村に接する。宇和海に突き出した由良半島は、おおむね北半分が下灘村、南半分が内海村である。
さらに、西方沖に離島の竹ヶ島や無人島の高島（竹ヶ島と砂嘴でつながっている）、前島、裸島を含む。ただし、竹ヶ島のさらに西方沖合の無人島である御五神島とその属島群は日振島村に属する。

## 社会

### 地域・集落
明治の町村制度発足時に一浦がそのまま村となった。
集落
入り組んだ浦に人家が密集する集落が点在しており、以下の22の集落がある。これらは大きく4つのグループにわけられる。竹ヶ島を除き、沿岸の北から列挙する。内陸部には独立した集落はない。
北部　　9集落
田之浜（たのはま）、曽根（そね）、脇（わき）、田颪（たおろし）、泥目水（どろめず）、弓立（ゆだち）、坪井（つぼい）、鼠鳴（ねずなき、鼡鳴とも表記）、横浦（よこうら）
国道ぶち 5集落
嵐（あらし）、針木（はりぎ）、浦知（うらしり）、塩定（えんじょう）、柿之浦（かきのうら）
由良半島　7集落
大浦（おおうら）、曲烏（まがらす）、平井（ひらい）、成（なる）、須下（すげ）、漁家（りょうけ）、後（うしろ）
離島　1集落
竹ヶ島（たけがしま）
藩政期から明治にかけての浦の中心は鼠鳴集落であった。その後、鼠鳴の東に位置する「嵐」が栄え、津島町となって後も同様で、役場支所、農業協同組合支所、漁協、駐在所、郵便局などがおかれた。

### 行政
旧津島町時代においては、合併前の旧村を一つの地域単位として公民館、小学校の整備等が行なわれてきた。
庁舎
歴代村長

### 学校
下灘村の区域は由良半島の北半分や離島の竹ヶ島を含む広い範囲に及ぶため、小学校も複数ある。（一部は分校）
小学校の統廃合は全て宇和島市になってからのものである。

#### 小学校
下灘小学校として現存。過疎化・少子化が進み、2度の合併を経て宇和島市になってからではあるが統廃合が行われた。
下灘小学校　　
1955年下灘村立下灘第一小学校→津島町立下灘小学校→宇和島市立下灘小学校→2012年（平成24年）由良（およびその分校である須下・平井）・曽根・浦知の各小学校との統合により新たに宇和島市立下灘小学校となり、現在に至る。
かつて存在した小学校
由良小学校
由良小学校須下分校
由良小学校平井分校
曽根小学校
浦知小学校
休校中 - 竹ケ島小学校（2016年から）

#### 中学校
現存しない。かつて2校あった（ただし1校は離島の特殊事情あり）ものの、主として教育環境上の理由から津島町の時期に津島中学校に統合され、当村域には現存しない
津島町立下灘中学校及び津島町立竹ヶ島中学校・・・1970年（昭和55年）津島中学校へ統合）

## 歴史
藩政期は宇和島藩に属し、下灘浦として一つの村を形成していた。
- 1889年（明治22年）12月15日 - 明治の町村制にともない一浦で一村を形成し、北宇和郡下灘村が成立。
- 1955年（昭和30年）2月11日 - 昭和の合併で岩松町，清満村，御槙村，北灘村，畑地村と合併して津島町となり、自治体としては消滅。

```
下灘村の系譜
（町村制実施以前の村）　（明治期）　　　　（昭和の合併）　（平成の合併）
　　　　　　　　　　　　町村制施行時
下灘浦━━━━━━━━下灘村━━━━━━┓
　　　　　　　　　　　　　　　　　　　　┃昭和30年2月11日
　　　　　　　　　　　　　　　　　　　　┃合併
　　　　　　　　　　　岩松町━━━━━━╋━津島町━━━━━┓
　　　　　　　　　　　清満村━━━━━━┫　　　　　　　　　┃合併
　　　　　　　　　　　御槙村━━━━━━┫　　　　　　　　　┃平成17年8月1日
　　　　　　　　　　　北灘村━━━━━━┫　　　　　　　　　┃
　　　　　　　　　　　畑地村━━━━━━┛　　　　　　　　　┣宇和島市（新）
　　　　　　　　　　　　　　　　　　　　　　宇和島市━━━━┫
　　　　　　　　　　　　　　　　　　　　　　吉田町━━━━━┫
　　　　　　　　　　　　　　　　　　　　　　三間町━━━━━┛

（注記）岩松町ほかの合併以前の系譜はそれぞれの市町村の記事を参照のこと。

```

## 産業
西は宇和海に面して、海岸線は深く入り組み、入り江に集落が形成され、イワシ漁と桑、サツマイモ、麦等を産する半農半漁の村であった。
イワシが昭和30年頃から極端な不漁となり、真珠養殖が軌道に乗り始めるのは津島町となってからのことである。
桑は明治時代に付近一帯に導入されたもので、サツマイモは食糧増産の必要から導入され、一時は耕して天に至ると表現される光景が各地にみられた。集落の背後地でのサツマイモの栽培は昭和40年代まで続いた。やがて、柑橘栽培も導入されたが、次第に畑はかえりみられなくなっていった。
石高は天正検地により460石という記録がある。

## 民俗・行事
由良神社の夏祭り　和舟競漕

## 外部サイト
- Geoshapeリポジトリ　より　愛媛県北宇和郡下灘村  https://geoshape.ex.nii.ac.jp/city/resource/38B0130006.html
- 愛媛県歴史文化博物館「絵図・絵巻デジタルアーカイブ」より『宇和郡下灘浦絵図』   https://ehime-archive.iri-project.org/en/detail/om-0046